# Черняховский, Александр Григорьевич
Александр Григорьевич Черняховский (укр. Олекса́ндр Григо́рович Черняхі́вський; 13 ноября 1869, с. Мазепинцы , Васильковский уезд, Киевской губернии Российской империи — 22 декабря 1939, Киев, УССР) — видный украинский советский нейрогистолог, общественный деятель, педагог, профессор Киевского университета.

## Биография
Родился в семье приходского священника. Окончил Киевскую 3-ю гимназию и медицинский факультет Университета св. Владимира (1893). Дважды, перед русско-японской войной, работал по мобилизации в Киевском военном госпитале врачом-неврологом.
Был одним из учредителей в 1918 году Украинского государственного университета, в котором стал экстраординарным профессором.
С 1918 г. А. Черняховский — профессор кафедры гистологии и эмбриологии Киевского медицинского и Киевского ветеринарно-зоотехнического институтов, а с 1924 года, вплоть до ареста — их руководитель. Работая одновременно в двух институтах профессор А. Г. Черняховский был председателем медицинской секции Всеукраинской академии наук (1923—1929), проводил активную научно-исследовательскую работу. В 1926—1927 гг. 4,5 месяца находился в загранкомандировке в Германии. Работал в Нейробиологическом Институте Берлинского Университета, где совершенствовал свои умения в лаборатории Оскара Фогта. Позже побывал в Италии.
Научно-педагогическая деятельность А. Г. Черняховского была в 1929 году прервана его арестом за участие в националистической организации «Союза освобождения Украины». Он и его жена были приговорены к пяти годам тюремного заключения, но ввиду их пожилого возраста, были сосланы из Киева на поселение в г. Сталино (ныне Донецк).
Первый заведующий кафедрой гистологии Сталинского медицинского института (1930—1934).
Жена — писательница и поэтесса Л. Старицкая-Черняховская, дочь писателя, драматурга и общественного деятеля М. П. Старицкого. Их дочь — поэтесса В. Черняховская.

## Научная деятельность
Внёс весомый вклад в развитие естественных наук на территории Украины в 1921—1929 гг. В 1918—1929 гг. А. Г. Черняховский активно публиковал свои работы в «Украинских медицинских известиях» («Про наукову і популярну літературу на Україні» (1918), «Про плазмадіяльну будову тваринного та рослинного тіла» (1925), «З'їзд українських лікарів у Львові в 1924 р.» (1925), «Ф. І. Ломінський — як вчений, вчитель та громадський діяч» (1928), «Про чутливі закінчення в sinus caroticus, інервацію glomus caroticum та про закінчення n. depressoris у людських зародків» (1929) и др.).
А. Г. Черняховский — один из создателей украинской медицинской терминологии. Вместе с Ф. А. Цешковским издали в 1925 году первый «Латино-украинский анатомический словарь» — «Nomina anatomica Ukrainica». В 1926 году он стал автором первого словаря эмбриологической номенклатуры на украинском языке — «Матеріали до ембріологічної номенклатури», кроме того, он автор «Великого словника анатомічної ветеринарної термінології».
Организатор медицинской секции Украинского научного общества в Киеве, первый председатель Всеукраинского союза врачей-украинцев, действительный член НОШ во Львове, один из авторов «Русско-украинского словаря» (Киев, 1920).
Активный участник литературно-художественного "Украинского клуба" в Киеве.